# مجید کلکانی
عبدالمجید کلکانی (فارسی: مجید کلکانی؛ ۱۹۳۹ – ۸ ژوئن ۱۹۸۰) معروف به مجید آقا یک فعال سیاسی و انقلابی بود. وی بنیانگذار و رهبر سازمان آزادی‌بخش مردم افغانستان معروف به ساما (SAMA) بود.

## زندگی‌نامه
مجید کلکانی در سال ۱۹۳۹ در ولسوالی کلکان واقع در دشت شمالی متولد شد. در سال ۱۹۴۵ پدر و پدربزرگ وی توسط رژیم محمد هاشم خان دستگیر و اعدام شدند. کلکانی در دهه ۱۹۶۰ از فعالان گروهای مائوئیست افغانستان بود. وی همچنین از اعضای جنبش شعله جاوید بود. در سال ۱۹۷۸، کلکانی سازمان ساما را تأسیس کرد. کلکانی رهبری مقاومت مائوئیست‌ها در برابر رژیم حزب دموکراتیک خلق افغانستان و مداخله شوروی در افغانستان را بر عهده داشت. وی در سال ۱۹۷۹ جبهه ملی متحد افغانستان را تأسیس کرد. او در جریان قیام ۳ حوت علیه اشغالگری شوروی دستگیر شد. سرانجام وی در ۸ ژوئن ۱۹۸۰ اعدام شد.